# C2C
 (енгл. Consumer to consumer) је модел у коме потрошачи врше продају једни другима, уз помоћ интернет креатора тржишта, који обично наплаћује провизију, па би се овај модел у суштини могао назвати и "C2B2C". Обично су у форми аукције, а најбољи пример јесте eBay.